# 145 Adeona
145 Adeona је астероид главног астероидног појаса са пречником од приближно 151,14 km.
Афел астероида је на удаљености од 3,061 астрономских јединица (АЈ) од Сунца, а перихел на 2,284 АЈ.
Ексцентрицитет орбите износи 0,145, инклинација (нагиб) орбите у односу на раван еклиптике 12,635°, а орбитални период износи 1.596,307 дана (4,37 година). Апсолутна магнитуда астероида је 8,13, а геометријски албедо 0,043.
Астероид је откривен 3. јуна 1875. године. Агенција NASA је 2016. планирала да ка астероиду упути сонду Зора, која је претходно обишла два највећа објекта главног астероидног појаса — Цереру и Весту. Сонда би само прошла поред астероида, без уласка у орбиту, јер за то не би имала довољно горива. Међутим, менаџери мисије одлучили су да сонда ипак остане у орбити око Церере, тако да је астероид Адеона за сада неистражен.